# Zé do Rock

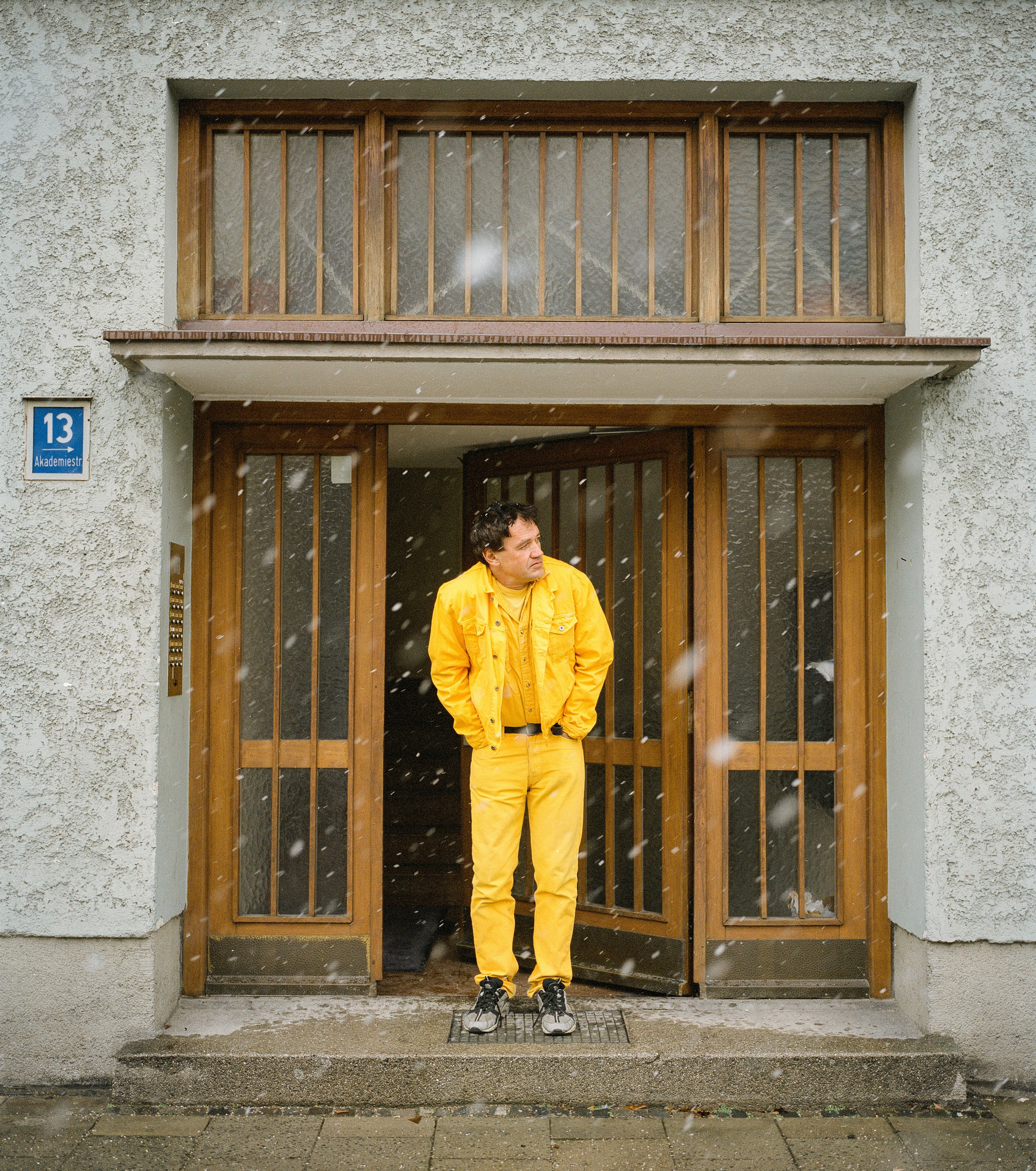
Zé do Rock

Zé do Rock (* 3. Juni 1956 in Porto Alegre, Brasilien) ist der Künstlername eines brasilianischen  Schriftstellers, der seit den 1990er Jahren in Deutschland lebt. Er schreibt auf Deutsch und teilweise auf Portugiesisch.

## Leben und Wirken
Zé do Rock, unter dessen Vorfahren sich deutsche, litauische und russische Einwanderer befinden, wuchs in Brasilien auf. Nach dem Abitur übte er eine Reihe von Jobs aus und begann Ende der 1970er-Jahre eine mehrjährige Weltreise, die er in seinem ersten Buch fom winde ferfeelt (1995) beschreibt. 1986 drehte er während eines längeren Aufenthalts in Deutschland den Low-Budget-Film No Elephants. Er ließ sich 1992 in München nieder, wo er als Autor und Kabarettist arbeitet. Seine Bücher sind in satirisch verfremdeten Spielarten des Deutschen und der deutschen Orthografie verfasst. In Fom winde ferfeelt verwendet Zé do Rock „Ultradoitsh“, eine Deutsch-Variante mit vereinfachter und nahezu phonetischer Rechtschreibung. Sein zweites Buch UFO in der küche (1998), ein „autobiografischer Seiens-Fikschen“ schrieb er auf „Wunschdeutsch“, einer Form, die auf Abstimmung von ca. 20.000 Zuschauern in seinen Showlesungen basiert. 2002 erschien sein Buch Deutsch gutt sonst geld zuruck, eine Anthologie aus Geschichten und Essays, alternierend geschrieben auf „Siegfriedisch“ (rein germanisch ohne Fremdwörter) und „Kaudadeutsh“ (internationalisiert, mit vielen Fremdwörtern und rückgängig gemachter Lautverschiebung). 2004 begann er mit der Produktion seines Filmes Schroeder liegt in Brasilien, der am 12. Mai 2009 in München uraufgeführt wurde. Darin werden bekannte kulturelle Klischees humoristisch hinterfragt. Der Titel bezieht sich auf das Städtchen Schroeder in Südbrasilien. Im gleichen Jahr erschien das Buch jede sekunde stirbt ein nichtraucher, in dem er die These aufstellt, dass vermeintliches Wissen meist auf Vorurteilen gründet. Für sein Buch Per anhalter durch die brasilianische galaxis (2013) trampte er von der venezolanischen Grenze im Norden Brasiliens bis zur uruguayischen Grenze im Süden und interviewte Menschen, denen er auf dieser Reise begegnete. Zé do Rock, der nach eigenen Angaben über 130 Länder bereist hat, verfasste zahlreiche Artikel für die Süddeutsche Zeitung, Die Zeit, Die Welt, seit 2013 schreibt er vor allem für die Berliner Zeitung. Er ist Mitglied im PEN-Zentrum Deutschland und lebt in Stuttgart und München.

## Werke

### Filmografie
- 1986/7: No Elephants (80 Minuten)[4]
- 2009 Schroeder liegt in Brasilien (95 Minuten)[5]

## Auszeichnungen
Zé do Rock erhielt u. a. 1996 ein Stipendium der Landeshauptstadt München, 2001 den Satirepreis Pfefferbeißer und das Märkische Stipendium für Literatur, 2006 den Ernst-Hoferichter-Preis und 2010 den Schwabinger Kunstpreis. 2013 wurde er zum Wettbewerb des Ingeborg-Bachmann-Preises eingeladen.